# Bronisław Maciaszczyk
Bronisław Maciaszczyk (ur. 20 lipca 1932 w Józefowie) – polski działacz konspiracji niepodległościowej w czasie II wojny światowej oraz powojenny działacz kombatancki, pułkownik WP w stanie spoczynku, prezes Klubu Kawalerów Orderu Wojennego Virtuti Militari.

## Życiorys
Jest synem Piotra i Janiny z domu Babul. W czasie okupacji niemieckiej od 1941 działał w konspiracyjnym harcerstwie. Przed powstaniem wraz ze swoim oddziałem organizacyjnie wchodził w skład Zgrupowania 1679 „Orlęta”. W czasie powstania warszawskiego brał udział w walkach na Pradze. 
Od wielu lat jako kawaler Orderu Wojennego Virtuti Militari jest członkiem Klubu Kawalerów Orderu Wojennego Virtuti Militari w ramach którego od 2013 jest odpowiedzialny za sprawy finansowe Stowarzyszenia, natomiast od 14 grudnia 2016 piastuje także funkcję prezesa Klubu. 